# Józef Bromirski

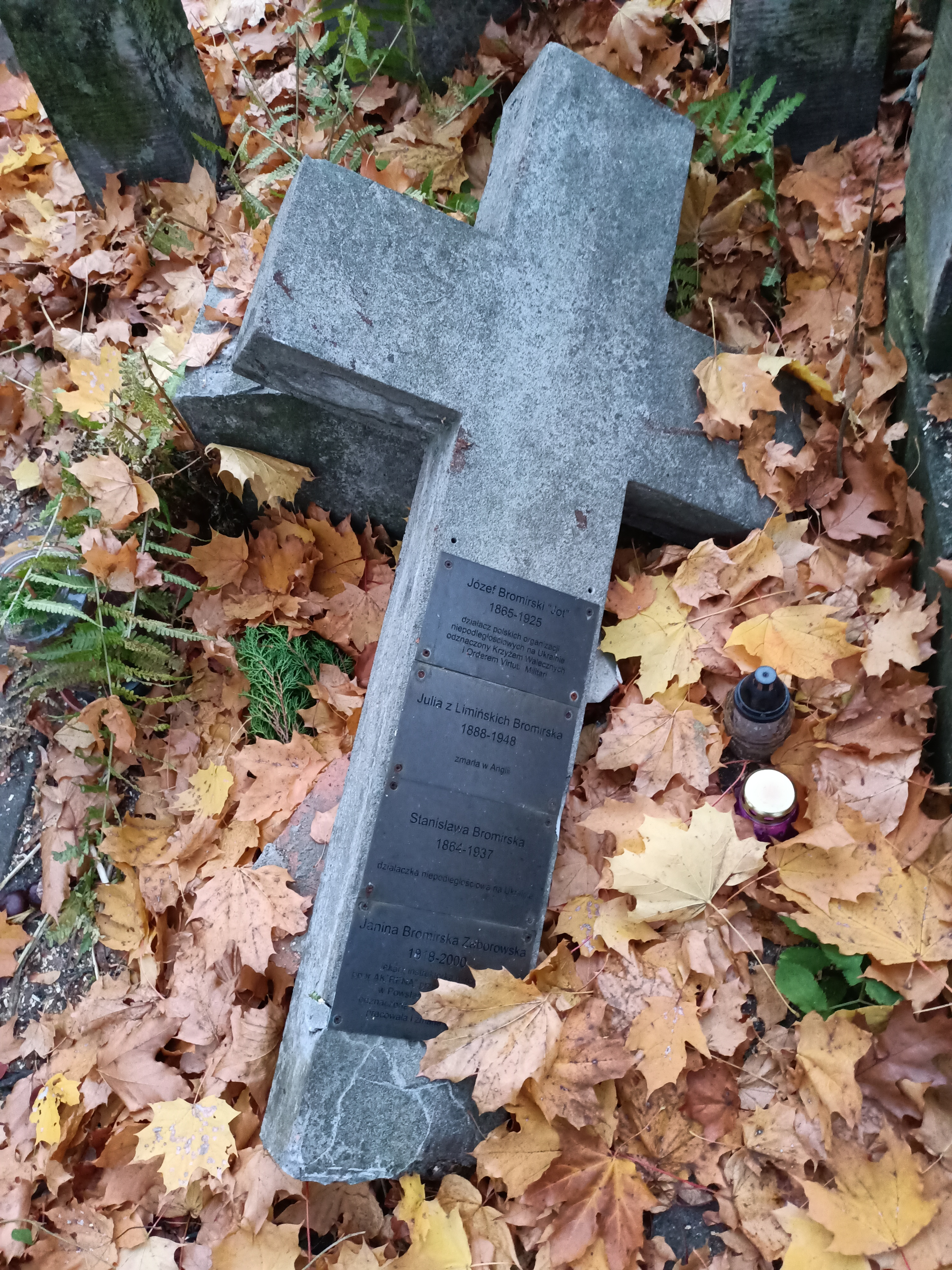
Grób Józefa Bromirskiego na Cmentarzu Powązkowskim

Józef Bromirski (ur. 19 marca 1865 w Chrystyczkowie koło Humania, zm. 6 sierpnia 1925 w Warszawie) – działacz niepodległościowy, ziemianin, kawaler Orderu Virtuti Militari.

## Życiorys
Urodził się w rodzinie Piotra i Eweliny z Zaleskich. Absolwent II Gimnazjum Klasycznego w Kijowie i Uniwersytetu Kijowskiego. W czasie pobierania nauki należał do różnych kół patriotycznych. W 1888 za działalność niepodległościową zesłany do Archangielska. W 1890 wrócił do Kijowa i wstąpił do Polskiej Partii Socjalistycznej. Od 1905 był członkiem Organizacji Bojowej PPS. Zorganizował Związek Walki Czynnej na Ukrainie, Towarzystwo Politycznego Kresowe i Ligę Niepodległości Polski. Był zastępcą komisarza Komisji Tymczasowej Skonfederowanych Stronnictw Niepodległościowych na Ukrainie oraz komendantem Związku Walki Czynnej i Związku Strzeleckiego na Ukrainie. Od października 1914 kierował Polską Organizacją Wojskową na Ukrainie. Zorganizował okręgi POW: odeski, żytomierski, humański, białocerkiewski i saratowski. Po reorganizacji został komendantem naczelnym POW na Ukrainę i Rosję. W czerwcu 1919 przeniósł się do Warszawy. Pracował w Sztabie Generalnym WP jako specjalista do spraw ukraińskich.
Po wojnie pracował w Banku Komunalnym w Warszawie. Zmarł w Warszawie, został pochowany na cmentarzu Powązkowskim (kwatera X-1-19). Był żonaty z Julią z domu Limińską.

## Ordery i odznaczenia
- Krzyż Srebrny Orderu Wojskowego Virtuti Militari nr 7587 – 17 maja 1922 „za czyny w byłej POW na Wschodzie (KN III)”[4]
- Krzyż Niepodległości z Mieczami – pośmiertnie, 19 grudnia 1930 „za pracę w dziele odzyskania niepodległości”[5]
- Krzyż Kawalerski Orderu Odrodzenia Polski – 2 maja 1922 „za pracę przy organizowaniu oddziałów Wojska Polskiego poza granicami Rzeczypospolitej Polskiej”[6][7]
- Krzyż Walecznych